# 624

## Evenimente
- 13 martie: Bătălia de la Badr. A fost prima dintr-o serie de bătălii dintre arabii musulmani și arabii păgâni, încheiat cu victoria musulmanilor.

## Nașteri
- 17 februarie: Wu Zetian  (d. 705)

## Decese
- dată necunoscută: Ka'b ibn al-Ashraf  (n. ?)